# Cardamo da Bulgária
Cardamo (em búlgaro: Кардам; romaniz.: Kardam; em latim: Cardamus; em grego medieval: Κάρδαμος; romaniz.: Kárdamos) foi o cã búlgaro entre 777 e 803. 

## História
O nome de Cardamo aparece pela primeira vez nas fontes bizantinas em 791, quando o imperador bizantino Constantino VI embarcou em uma expedição retaliatória contra a Bulgária, que vinha invadindo o vale do Estrimão desde 789. Cardamo se antecipou à invasão bizantina, deu-lhes combate perto de Adrianópolis, na Trácia bizantina e os derrotou.
Em 792, Constantino VI liderou outra campanha contra os bizantinos e acampou em Marcela (perto de Karnobat), fortificando sua posição. Cardamo chegou com seu exército em 20 de julho e ocupou o terreno elevado vizinho. Depois de algum tempo em que ambas as forças se mediram, Constantino finalmente deu ouvidos aos conselhos otimistas de um "falso profeta" e ordenou o ataque. Porém, os bizantinos saíram de formação e foram novamente derrotados e postos para correr, deixando para Cardamo a tenda imperial e os servos do imperador (vide Batalha de Marcela). Quando retornou a Constantinopla, Constantino VI assinou um tratado de paz e passou a pagar um tributo anual para a Bulgária.
Já em 796 a corte imperial relutava no pagamento e Cardamo achou por bem exigir o tributo ameaçando devastar a Trácia se não recebesse. De acordo com o cronista Teófanes, o Confessor, Constantino VI fez pouco da demanda enviando esterco ao invés de ouro como sendo um "tributo adequado" e prometendo liderar uma nova campanha contra o já idoso Cardamo em Marcela. Uma vez mais o imperador marchou para o norte e uma vez mais encontrou Cardamo perto de Adrianópolis. Os exércitos se encararam por dezessete dias sem se enfrentarem, provavelmente por conta de negociações que estavam sendo realizadas entre os imperadores. No fim, o combate foi evitado e nova paz foi firmada nos mesmos termos de 792.
O reinado de Cardamo representa a restauração da ordem na Bulgária, que havia sofrido com uma sucessão rápida de cãs e havia sofrido muito nas mãos dos bizantinos no final do século VIII. Cardamo não apenas conseguiu resistir aos avanços de Constantino VI - que tentava seguir os passos de seu avô e homônimo Constantino V Coprônimo, que tinha tido muito mais sucesso -, mas só o que ele conseguiu foi precipitar uma crise na corte bizantina, onde os repetidos fracassos de Constantino VI minaram a posição do imperador até que ele foi deposto por sua mãe, a imperatriz Irene em 797. Cardamo provavelmente não sobreviveu muito mais além do que o seu adversário e não se ouve mais sobre ele depois de 796. Sabe-se que ele já não estava vivo em 803.
A compilação do século XVII dos búlgaros do Volga, Ja'far Tarikh, uma obra cuja autenticidade é disputada, apresenta Karadžam (Cardamo) como sendo o irmão de Azan Totka (Toktu) e neto de Suvar (Sevar). A mesma fonte apresenta seu sucessor Korym (Crum) como sendo seu sobrinho. Se estas afirmações forem corretas, a ascensão de Cardamo significa a restauração final do clã Dulo, que manteria o trono sob controle até a morte de Romano em 997.